# Pär Hansson
Pär Hansson (sinh ngày 22 tháng 6 năm 1986) là một thủ môn bóng đá người Thụy Điển, thi đấu cho Helsingborgs IF.

## Danh hiệu

### Câu lạc bộ
Helsingborgs IF
- Allsvenskan (1): 2011
- Cúp bóng đá Thụy Điển (2): 2010, 2011
- Siêu cúp bóng đá Thụy Điển (1): 2012

Feyenoord
- Eredivisie (1): 2016–17
- KNVB Cup (1): 2015-16